# Blue Swede
Blue Swede è stata una band pop rock proveniente dalla Svezia attiva fra il 1973 ed il 1975. I Blue Swede hanno pubblicato due album di cover, compresa quella di Hooked on a Feeling che li ha portati al successo nelle classifiche internazionali e che li ha riportati all'onore delle cronache nel 2014, quando il brano è stato inserito nella colonna sonora del film Guardiani della galassia.
La band era formata da Anders Berglund (piano), Björn Skifs (cantante), Bosse Liljedahl (basso), Hinke Ekestubbe (sassofono), Jan Guldbäck (batteria), Michael Areklew (chitarra) e Tommy Berglund (tromba). Si sciolsero dopo la decisione di Skifs di iniziare una propria carriera da solista.